# Barbarosphaera lucasi
Barbarosphaera lucasi är en kräftdjursart som beskrevs av Albert Vandel 1948. Barbarosphaera lucasi ingår i släktet Barbarosphaera och familjen Spelaeoniscidae. Inga underarter finns listade i Catalogue of Life.